# Épercieux-Saint-Paul
Épercieux-Saint-Paul este o comună în departamentul Loire din sud-estul Franței. În 2009 avea o populație de 657 de locuitori.

## Evoluția populației
| An        | 1975 | 1982 | 1990 | 1999 | 2006 | 2009 |
| --------- | ---- | ---- | ---- | ---- | ---- | ---- |
| Populație | 336  | 374  | 446  | 543  | 629  | 657  |